# Остров Атласова
Остров Атла́сова (до 1950-х годов Алаид, яп. 阿頼度島 Араидото; на российской карте 1745 года — рус. дореф. Анфиногенъ) — самый северный остров Большой гряды Курильских островов. С точки зрения геологии, является надводной постройкой вулкана Алаид. Также это самый высокий из всех Курильских островов. Является высочайшим островом России и 50-м в мире. Административно входит в Северо-Курильский городской округ Сахалинской области (с 1946 года). На начало XXI века остров необитаем.

## География
Площадь 159,47 км². На острове почти правильной круглой формы, диаметром около 14 км, отмечается самая высокая точка Сахалинской области из-за горообразующей деятельности вулкана Алаида. Благодаря частым извержениям последнего остров постепенно увеличивается в размерах.
Из-за отстояния острова к западу от основной оси Большой Курильской гряды относится вулканологами к её западной зоне.
Остров сложен вулканическими горными породами. Всего в 14 метрах от береговой линии острова Атласова находится небольшой остров Пескова, получивший название в 2016 году. В 20 км юго-восточнее острова Атласова находится более крупный Парамушир. Удобных мест для якорных стоянок нет.

## Флора и фауна
На острове учтено 248 видов сосудистых растений. У подножья — кустарниковые заросли из ольхи камчатской. По данным аэрофотосъёмки, проведённой С. В. Гришиным, на вулкане Алаид верхний предел распространения ольховника на острове достигает высоты 1300 м. Выше по логике высотной поясности здесь должны сменять друг друга верещатники и вересковые тундры, но ввиду того, что Алаид активен, флора здесь ограничена деструктивным вулканизмом. По террасам и холмам расположены луга, где встречаются: тимофеевка альпийская, мятлик крупно-чашечный, овсяница, горец живородящий, герань, мытник, водяника, голубика, брусника, багульник.
Фауна представлена грызунами и лисами. Островной тюлень сосредоточен в северо-западной части острова, на каменистых рифах между мысом Левым и скалой Соседка.

## История
Упоминание об этом острове как о «столпе каменном высоком без меры» встречается в «осьмой грани» росписи к «Общему чертежу Сибири» 1673 года.
В книге Степана Крашенинникова «Описание земли Камчатки» (1755 г.) содержатся следующие сведения об острове:
В западной стороне от помянутых островов есть пустой остров, которой на карте под именем Анфиногена объявлен, но курилы называют его Уякужачь, то есть высокой камень, а казаки Алаидом. Сей остров от матёрой земли вёрст на 50 расстоянием, фигуру имеет круглую, и состоит из одной превысокой горы, которую в ясную погоду можно видеть от устья Большей реки. Жители с Лопатки и с двух объявленных островов ездят туда на своих байдарах для промыслу сивучей или морских львов и тюленей, которых там великое множество. Из самого её верху примечается в ясную погоду курение дыму.
Там же, у Крашенинникова, встречается ещё одно название острова, Уяхкупа, приводимое в ссылке на сведения, полученные Герхардом Миллером от японцев, где остров посчитан как «четвёртый» (а «Поромусирь» — второй, а «Сиринки» — третий)
Своё современное русское имя остров получил в 1954 году (по другим данным — в 1952 году) в честь первопроходца Владимира Атласова, который в конце 1697 года на исходе своего первого камчатского похода вышел к устью современной камчатской реки Голыгиной и усмотрел в Охотском море очертания вулкана Алаид (остров Атласова).

### В Российской Империи
В начале XVIII века остров был нанесён на карту камчатскими казаками.
По материалам съёмок Южного отряда Второй Камчатской экспедиции под руководством Мартына Шпанберга в 1738—1739 годах остров Атласова показан на «Генеральной карте Российской Империи» в Академическом атласе 1745 года под русским названием Анфиноген. Название в дальнейшем не прижилось. Вместо него закрепилось местное название Алаид.

К 1787 году уже официально контролировался Российской империей. Российский мореплаватель Василий Головнин следующим образом объясняет тот факт, что несмотря на принадлежность к Курильской гряде, остров не имел «номерного» названия, в отличие от остальных Курильских островов: 
…ни курильцы, ни русские в том краю обитающие, Алаид не считают Курильским островом, хотя он по всем отношениям принадлежит к сей гряде.
Петербургский договор 1875 года передал остров во владение Японии.

### В составе Японии
С 1875 года по 1945 год принадлежал Японии.
Согласно административно-территориальному делению Японии остров стал относиться к уезду (гуну) Шумшу (Сюмусю в японском произношении), который охватывал не только сам Шумшу, но и все близлежащие Курильские острова до Шиашкотана и Мусира на юге включительно. Уезд в свою очередь входил с 1876 по 1882 год в состав провинции Тисима под управлением Комиссии по колонизации Хоккайдо; с 1882 до 1886 года — в состав префектуры Нэмуро, после — префектуры Хоккайдо.

### В составе СССР/РСФСР—России
В 1945 году по итогам Второй мировой войны перешёл под юрисдикцию СССР.
2 февраля 1946 года стал частью Южно-Сахалинской области (несмотря на то, что располагается чуть севернее 50-й широты, по которой Сахалин был в соответствии с условиями Портсмутского договора разделён на северную и южную части).
2 января 1947 года включён в состав Сахалинской области РСФСР.
До 1954 года назывался Алаид, как и вулкан на нём, затем был переименован в остров Атласова (а вулкан сохранил название).
До 1960 года здесь находилась пограничная застава с неофициальным названием «Девятка» (вероятно, одна из застав 109-го пограничного Виленского ордена А. Невского отряда), а, по некоторым данным, посёлок Атласово и женская колония, где занимались разведением лисиц.
С 1991 года в составе России, как страны-правопреемницы СССР.

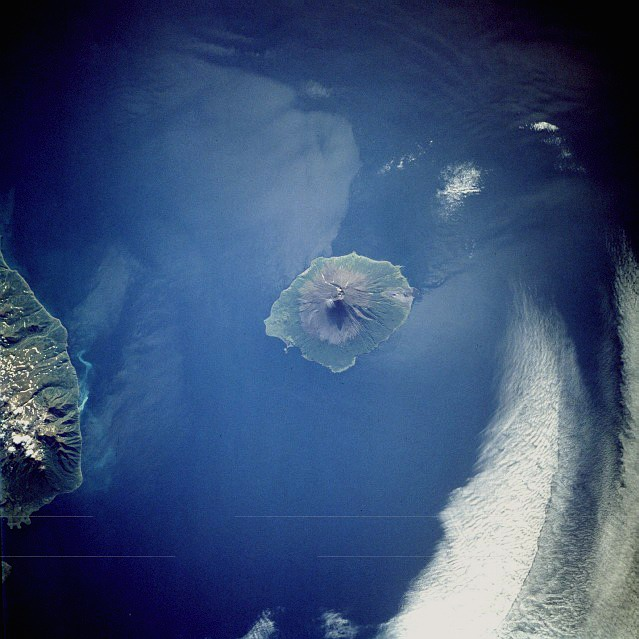
Остров Атласова из космоса. Сентябрь 1992 года

### Особая позиция Японии по территориальной принадлежности острова
Используя в территориальном споре с Россией фактор Сан-Францисского мирного договора 1951 года, который не был подписан СССР, японское правительство, тем не менее, опирается на те варианты толкований договоренностей между союзниками — СССР, США, Великобританией и Китаем — которые подкрепляют японскую позицию. В частности, поскольку в Сан-Францисском договоре не оговаривается, в пользу какого государства Япония отказывается от своих прав на Курилы, принадлежность острова, по мнению японского правительства, до сих пор не определена, а за Россией признаётся лишь «фактический контроль».

## Вулкан Алаид
Весь остров является надводной частью одного вулканического конуса. Вулкан Алаид (2339 м) — самая высокая точка Курильских островов. Это наиболее активный из курильских вулканов. Сильное извержение в 1778 году «срезало» верхушку конуса. С конца XVIII века вулкан извергался более десятка раз. Последний раз вулкан слабо извергался в виде эксплозивного (взрывного) типа 23 августа 1997 года. Небольшой тремор и слабая сейсмическая активность наблюдалась в период с 31 октября по 19 декабря 2003 года. 5 октября 2012 года вулканическая деятельность проявлялась в виде выброса паровых и газовых плюмов, которые поднялись на высоту 200 метров над кратером вулкана и были зафиксированы спутником 15 октября 2012 года. В конце сентября 2015 года началось умеренное извержение.

## Миф об образовании острова
В 1899 году Токийский университет отправил на Курильские острова антрополога и будущего известного исследователя Монголии Рюдзо Тории для изучения айнов. На острове Шикотан он опрашивал северокурильских айнов, которые были в полном составе переселены туда несколькими годами ранее (в 1884 году или в 17-й год эпохи Мэйдзи). На основании собранных данных, японский учёный утверждал, что название Араидо (Алаид) дали русские, местные цисимские айны назвали его Оякобакка или Цяця котан. Первое может иметь отношение к названию Камчатка (Оютару), второе — так как Алаид высоко возвышается среди моря, подобно Фудзи, то его и назвали «старый».
Он же приводит предание «туземцев», напоминающее схожий миф об острове Маканруши:

«В глубокой древности острова в этом месте не было, но он перелетел сюда с Камчатки. Раньше Алаид стоял на полуострове, выдаваясь среди всех пиков, вследствие чего со стороны последних он всегда служил предметом зависти. Поэтому, опасаясь за свое будущее, он перелетел в свое настоящее место. Место, откуда он улетел, стало сейчас озером, и это именно Курильское озеро наших дней».

Остров и его вулкан стали неотъемлемой частью местного дальневосточного фольклора различных народов.
В разных источниках указываются разные подробности того, почему Алаид стоит в море отдельно. Первоначально он был на месте Курильского озера на самом юге Камчатки. Но был он самой высокой горой и заслонял свет своим соседям. И соседние горы изгнали его за это. В других источниках говорится, что он был изгнан за красоту. Так вот, уходя с Камчатки то ли от любви к одной из соседних гор, то ли от любви к Камчатке, Алаид вырвал своё каменное сердце и оставил его на Камчатке в самом центре Курильского озера, а сам ушёл в Охотское море.

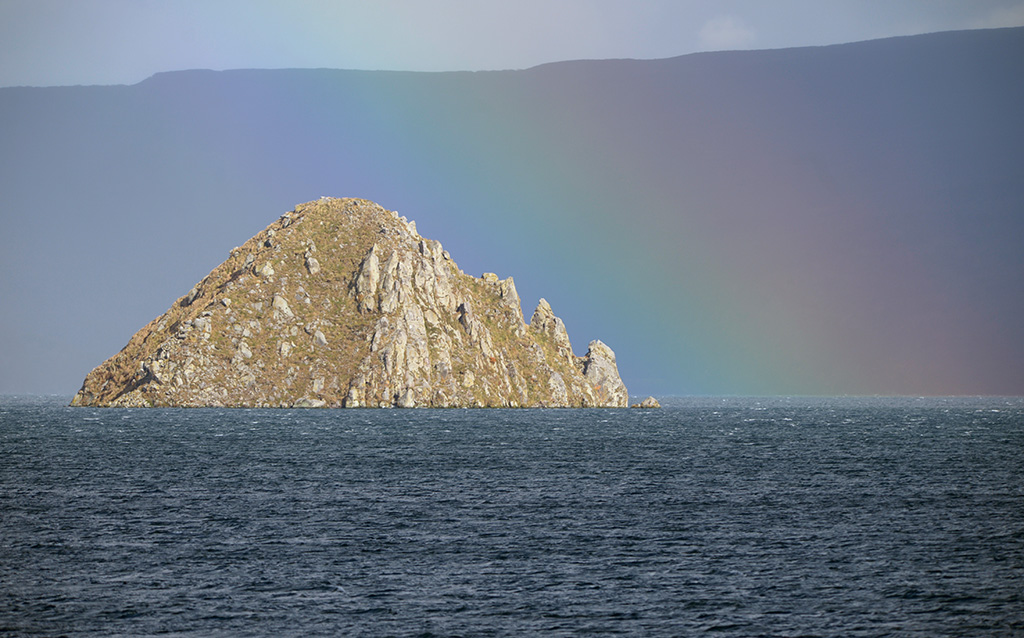
Сердце Алаида — остров в Курильском озере

И сейчас в хорошую погоду с Алаида можно увидеть то место, откуда ему пришлось уйти, но где до сих пор находится его каменное сердце. С геологической точки зрения это, конечно же, неверно, так как Курильское озеро — это кальдера, образовавшаяся примерно 11 000 лет назад. Это извержение считается одним из сильнейших голоценовых извержений на Камчатке, от которого в районе самого озера образовались мощнейшие пемзовые отложения, а во время самого извержения пепел летел в ту сторону, где ныне находится город Магадан и где до сих пор остался слой пепла в несколько сантиметров, погребённый под почвой. Сам же остров Алаид является самостоятельным вулканом.

## В айнской культуре
Курильские айны называли остров Оякобакка или Цяцякотан.
Первое название составлено из айнских слов ойАкэ — «в другом месте», «снаружи» и пАкэ — «голова».
Айны обычно называли возвышенные части островов головой земли или просто головой. Перевод айнского названия Оякобакка — «голова в другом месте» соотносится как с отстранённым положением острова относительно основной Курильской гряды, так и с вышеприведённой легендой об Алаиде.
«Чертеж морским островам» И. П. Козыревского проливает некоторый свет на значение острова в жизни местного населения в начале XVIII века:
Уяхкупа остров — великая и высокая сопка. С Большой реки, с устья в тихое время видеть. А люди не живут, токмо с перваго и другаго острова приезжают ради промыслу. И носовые иноземцы бывают, и земной плод — сарану и коренье — копают, и птицу промышляют, и зимуют, також и морских зверей.
Другое айнское название острова — Цяцякотан — составлено из цАца «старик», «дед», «старейшина» и известного айнского форманта котан. Здесь Цяця — это название большой горы (остров действительно представляет собой гору—вулкан почти идеальной формы). Гора с подобным айнским названием имеется также и на острове Кунашир.

## В японской культуре
После получения острова Алаида Японией в 1875 году, японские поэты и художники приезжали посмотреть на него, остров Алаид славился формой своего конуса и правильностью линий.
В 1926 году Ито Осаму написал, что формы Алаида даже более правильные, чем у знаменитой Фудзи, хотя последняя гораздо выше его.

## В российской культуре
- Старое (до 1950-х) название острова Алаид не может быть айнским, так как звук «л» отсутствует в айнском языке. Тот факт, что остров с точно таким же названием — Алаид — имеется на Алеутах, где айны никогда не жили, лежит в основе предположения исследователя А. Ю. Акулова, что Алаид — это слово «алеут», искажённое алеутским языком и пришедшее обратно в русский язык. Влияние алеутского языка объясняется тем, что при освоении Русской Америки и Курил в XVIII—XIX вв. русские широко привлекали алеутов в качестве охотников для добычи морского зверя и, вообще, рабочей силы[32].
- У братьев Стругацких есть научно-фантастический рассказ «Белый конус Алаида», действие которого происходит недалеко от острова Атласова, на острове Шумшу[35].